# Александър Тарханов
Александър Тарханов е съветски футболист и руски футболен треньор. От септември 2020 г. е старши треньор на българския Славия (София).
Голяма част от кариерата му като футболист минава в ЦСКА Москва. Тарханов е моторът на отбора от началото на 80-те години. През 1984 „армейците“ изпадат от висшата дивизия на СССР и целият отбор е освободен, включително и Тарханов. След това играе за още 2 армейски отбора – СКА Одеса и СКА Ростов.
От 1994 до 1996 е и треньор на ЦСКА. По-късно е треньор и на Торпедо, Криля Советов, Спартак Москва, Сатурн, Терек, Кубан и ФК Химки.
От 2011 оглавява руския профсъюз на футболистите, треньорите, съдиите и администраторите.. През 2015 г. става треньор на Славия (София). Тарханов извежда „белите“ до първо участие в европейските клубни турнири от 20 години насам. Напуска поста на 2 ноември 2016 г. На 17 септември 2020 г. Тарханов отново поема отбора на Славия (София). На 12 април 2021 г. напуска Славия.